# 萨特尔 (施维茨区)
萨特尔（德語：Sattel）是瑞士联邦施维茨州施维茨区的市镇。该市镇面积为17.3平方千米，海拔高度830米，2018年12月31日人口数为1,938。